# 구사노 다이스케
구사노 다이스케(일본어: 草野 大輔, 1976년 12월 4일 ~ )는 일본의 프로 야구 선수이며, 현재 퍼시픽 리그인 도호쿠 라쿠텐 골든이글스의 소속 선수(내야수)이다.

## 인물

### 프로 입단 전
노베오카가쿠엔 고등학교 시절에는 3번·유격수로서 활약했고 1994년 여름에 열린 미야자키현 대회에서는 결승전에서 후쿠모리 가즈오가 소속된 미야코노조 고등학교를 누르고 고시엔 대회에 출전했지만 첫 경기인 도쿄 농업대학 제2 고등학교한테 4대 12로 패했다. 고교 졸업 후 이듬해인 1995년에는 NTT 도쿄 경식 야구부(도쿄도)에 입단했다.
1999년에는 NTT 도쿄가 NTT동일본으로 통합된 것에 의해 NTT 규슈 경식 야구부(구마모토시)에 이적하였고, 제70회 도시 대항 야구 대회 출전했다. 그 후 소속 팀은 기업 팀으로서의 활동을 종료했고 팀 이름도 ‘NTT 서일본 규슈 야구 클럽’(후에 ‘NTT 그룹 규슈 야구 클럽’으로 개칭됨)으로 변경된다. 그러나 2001년에는 소속 팀이 해체되면서 혼다 구마모토에 이적했다.
2002년, 규슈 지역 예선에서는 당시 에이스였던 사카모토 다모쓰와 함께 3번·유격수로서 팀을 이끄는 등 제73회 도시 대항 야구 대회에 출전하여 준우승을 차지했다. 이듬해 2003년에는 제74회 도시 대항 야구 대회 출전하면서 팀을 8강에 진출에 기여했다. 2004년과 2005년에 소속 팀은 도시 대항 야구 대회에의 출전을 놓쳤지만 JR 규슈의 보강 선수로서 대회에 출전했다. JR 규슈는 매년 8강과 4강으로 진입했고 JR 규슈에서는 3루수를 맡았다. 2003년 이후, 전일본 대표에 4차례에 발탁되어 사회인 야구를 대표하는 내야수가 되었고 전일본에서는 2루수로서 출전했다.
2005년, 프로 야구 드래프트 회의에서는 대학생·사회인 드래프트 8순위로 도호쿠 라쿠텐 골든이글스로 입단했다. 연령적으로 프로 야구 선수는 거의 포기하고 있었지만 고민하던 끝에 29세의 나이에 프로에 입단하기로 결정했다. 그 때 고등학교의 선배인 구로키 도모히로와도 상의를 했다.

### 프로 입단 후

#### 2006년
입단 1년째에 부상으로 출발이 늦어진 다카스 요스케를 대신해서 개막 2경째인 홋카이도 닛폰햄 파이터스전(삿포로 돔)에 8번·2루수로 첫 출전했는데 첫 안타가 되는 2루타를 때려냈다. 그 이후에는 같은 신인인 니시무라 와타루, 2년차인 시오카와 다쓰야와 함께 유격수의 포지션을 놓고 경쟁했지만 출전 선수 등록과 말소를 반복한다. 결국 1군에서는 43경기에 출전하면서 타율 2할 1푼을 기록해 만족스러운 결과를 남기지는 못했지만 2군에서는 41경기에 출전하여 타율 3할 4푼 8리, 4홈런, 6개의 도루를 기록하는 결과를 남겼다.

#### 2007년
개막전인 세이부 라이온스전(굿윌 돔)에서는 2번·3루수로서 선발 출전해 니시구치 후미야로부터 프로 데뷔 첫 홈런을 때려냈다. 전반기에는 본인도 “떨어지는 곳까지 떨어졌다”라고 말할 정도의 타격 부진에 시달리면서 와타나베 나오토의 대두도 있어 선발 명단에서 제외되는 등 대타로 출전하는 기회가 많았다. 그러나 대타로서의 뚜렷한 결과를 남기게 되면서 호세 페르난데스의 부진으로 인해 교류전에서는 3루수로서의 선발 출전하는 일이 많아졌다(다만 상대팀 선발 투수가 좌완일 경우에는 선발 명단에서 제외되는 일이 많았다). 7월, 이케야마 다카히로 타격 코치로부터 조언을 받아 허리를 낮게 떨어뜨린 타격 연습에 전념하여 이 연습에 공을 이뤄내면서 체인지업 등 변화하는 볼에 대응할 수 있게 된 8월경부터 타율이 오르기 시작하였다.
8월 10일의 지바 롯데(센다이)전에서는 데뷔 후 처음으로 끝내기 안타를 때려냈고 같은 달 21일에는 역시 지바 롯데(지바)와의 경기에서 솔로 홈런을 때려냈다. 경기 종료 후, 노무라 가쓰야 감독은 “승부에 강하고 (타격에 관해서는)천재적인 면이 있다. 구사노를 3번에”라고 발언했다. 그 후 선발 투수가 좌우완에 관계없이 3번·3루수로서의 선발 출전이 이뤄졌다. 9월에는 15일·21일·24일·27일·29일·30일에 연달아 맹타상을 기록했고 팀 승리에 기여하는 결승타를 자주 기록하면서 라쿠텐의 최하위에서 벗어나는(단독 4위) 중심 인물이 되었다. 최종적으로는 규정 타석에 부족하면서도 타율 3할 2푼을 기록했다. 또 2개 스트라이크로부터의 타율은 양대 리그에서 1위인 타율 3할 2푼 8리를 기록했지만 한편으로 수비면에서는 리그 5위인 14개의 실책을 기록했다.

#### 2008년
시범 경기에서는 타율 3할 3푼 3리(팀내 1위)라는 성적을 남기면서 3번·3루수로서 2년 연속 개막전 선발 멤버로 출전했다. 그러나 개막 이후에는 타율이 1할대에 머물 정도로 극심한 타격 부진에 시달렸고 한 번은 2군으로 강등되기도 했다. 여름 무렵에는 컨디션이 되돌리기 시작했지만 그래도 성적은 침체되었기 때문에 선발 명단에서 제외되는 일이 많았다. 또 8월부터는 페르난도 세기뇰의 입단으로 호세 페르난데스가 3루에 배정되었고 본인은 대타와 수비 요원이 되었다. 그리고 대타로서 연속 안타를 기록하는 등 1번으로서 승부의 힘을 보여주었다.

#### 2009년
주전 탈환을 목표로 하는 시즌이지만 시범 경기 당시 오른쪽 장딴지에 근육 파열로 인해 등록이 말소되면서 개막전에 출전할 수 없었다. 4월 12일의 세이부전에서 1군에 복귀해 6번·3루수로 선발 출전하면서 4안타를 기록했다. 나카무라 노리히로의 입단으로 빈 포지션이 없어졌기 때문에 노무라 감독은 고육지책으로서 19일에는 프로 데뷔 후 전혀 경험이 없는 좌익 수비에 올라 22일에는 처음으로 좌익수로서의 선발 출전했다. 4월과 5월은 5할 미만의 높은 타율을 유지하면서 구단 신기록이 되는 21경기 연속 안타를 기록했다(그 후 쓰치야 뎃페이가 기록을 깼다). 교류전에서는 야마사키 다케시를 대신하여 17경기에서 4번 타자로 활약했다. 시즌 도중에 외야수 토드 린든을 영입하고 나서는 공격적인 오더를 짜기 위해서 2루로 옮겨졌다.
5월 25일, 부족한 타석들이 해소되면서 규정 타석을 채웠고 타율 4할 2를 기록해 이 시점에서는 일약 타격 1위 자리로 뛰어 올랐다. 7월에는 올스타전 팬 투표에서 외야수 부문 3위를 차지하면서 올스타전에 첫 출전을 했다. 가와이 유다이로부터 첫 안타를 날리면서 1차전에서는 좌익, 2차전에서는 2루와 3루를 지키기도 했다. 그러나 8월 4일에는 3루 땅볼을 처리할 때에 오른쪽 발의 스파이크로 자기 왼발의 바지 옷자락을 밟아 넘어지면서 허리 통증으로 인해 1군 등록이 말소되었지만 보름 후에는 다시 1군에 재등록되었다. 나카무라 노리히로가 2군으로 빠진 이후에는 3루의 주전으로 고정되면서 본인으로서는 처음으로 규정 타석을 채워 타율 3할 5푼과 54타점(개인 최고 타점)의 성적을 남겼다. 한편으로는 전반기에서의 기대 이상의 성적이 나온 것 때문인지 양대 리그 최다인 17개의 사구를 기록했다.

#### 2010년
앤디 필립스의 입단과 나카무라 노리히로의 복귀에 의해 준주전으로서 개막을 맞이했다. 그 후 필립스의 부진에 의해 주전으로 돌아왔지만 랜디 루이스의 입단에 의해서 다시 벤치 요원으로 돌아왔다. 그 해의 라쿠텐은 우치무라 겐스케와 마키다 아키히사 등 그것까지 예비에 만족하고 있던 선수들이 선발 멤버의 일원이 된 적도 있어 시즌 후반기는 내외야 거의 전원을 말려 들게 한 주전 경쟁이 되었다. 이 때문에 구사노는 매일과 같이 다른 수비 위치를 잡았다. 그러나 시즌 종반에는 오른손등에 사구를 맞아 골절상을 입는 등 최악의 1년이 보냈다.

#### 2011년
새로 입단한 이와무라 아키노리가 3루수에 고정되면서 1루의 주전 후보인 랜디 루이스가 수비에 어려움으로 인해 라쿠텐의 감독으로 취임한 호시노 센이치가 수비를 중시한다는 방침에 의해 1루로 변경되었다.

## 상세 정보

### 출신 학교
- 노베오카가쿠엔 고등학교

### 선수 경력
사회인 시대
- NTT 도쿄
- NTT 규슈·NTT 규슈 클럽
- 혼다 구마모토

프로팀 경력
- 도호쿠 라쿠텐 골든이글스(2006년 ~ )

### 개인 기록

#### 첫 기록
- 첫 출장·첫 선발 출장 : 2006년 3월 26일, 대 홋카이도 닛폰햄 파이터스 2차전(삿포로 돔)
- 첫 안타 : 상동.
- 첫 타점 : 2006년 6월 16일, 대 요미우리 자이언츠 3차전(도쿄 돔)
- 첫 홈런 : 2007년 3월 24일, 대 세이부 라이온스 1차전(굿윌 돔)
- 첫 도루 : 2007년 7월 3일, 대 후쿠오카 소프트뱅크 호크스 10차전(이와테현영 야구장)

#### 기타
- 올스타전 출장 : 1회(2009년)[1]

### 등번호
- 12(2006년 ~ )

### 연도별 타격 성적
| 연 도      | 소 속      | 경 기 | 타 석 | 타 수 | 득 점 | 안 타 | 2 루 타 | 3 루 타 | 홈 런 | 루 타 | 타 점 | 도 루 | 도 루 자 | 희 생 번 | 희 생 플 | 볼 넷 | 고 4 | 사 구 | 삼 진 | 병 살 타 | 타 율 | 출 루 율 | 장 타 율 | O P S |
| ---------- | ---------- | ----- | ----- | ----- | ----- | ----- | ------- | ------- | ----- | ----- | ----- | ----- | -------- | -------- | -------- | ----- | ---- | ----- | ----- | -------- | ----- | -------- | -------- | ----- |
| 2006년     | 라쿠텐     | 43    | 112   | 100   | 6     | 21    | 6       | 0       | 0     | 27    | 2     | 0     | 0        | 5        | 0        | 7     | 1    | 0     | 17    | 1        | .210  | .262     | .270     | .532  |
| 2007년     | 라쿠텐     | 119   | 387   | 344   | 45    | 110   | 19      | 2       | 8     | 157   | 44    | 1     | 2        | 1        | 2        | 32    | 2    | 8     | 34    | 7        | .320  | .389     | .456     | .845  |
| 2008년     | 라쿠텐     | 118   | 365   | 328   | 36    | 89    | 15      | 0       | 3     | 113   | 36    | 2     | 0        | 7        | 4        | 20    | 1    | 6     | 33    | 6        | .271  | .321     | .345     | .666  |
| 2009년     | 라쿠텐     | 122   | 511   | 462   | 55    | 141   | 28      | 0       | 7     | 190   | 54    | 3     | 0        | 3        | 2        | 27    | 1    | 17    | 60    | 15       | .305  | .364     | .411     | .775  |
| 2010년     | 라쿠텐     | 111   | 378   | 346   | 33    | 89    | 25      | 1       | 5     | 131   | 48    | 0     | 4        | 1        | 2        | 23    | 0    | 6     | 43    | 7        | .257  | .313     | .379     | .692  |
| 2011년     | 라쿠텐     | 92    | 291   | 252   | 21    | 62    | 8       | 0       | 2     | 76    | 14    | 3     | 1        | 3        | 1        | 24    | 3    | 11    | 34    | 5        | .246  | .337     | .302     | .639  |
| 통산 : 6년 | 통산 : 6년 | 605   | 2044  | 1832  | 196   | 512   | 101     | 3       | 25    | 694   | 198   | 9     | 7        | 20       | 11       | 133   | 8    | 48    | 221   | 41       | .279  | .342     | .379     | .721  |

- 2011년 기준, 굵은 글씨는 시즌 최고 성적.

### 연도별 수비 성적
| 연도 | 2루  | 2루  | 2루  | 2루  | 2루  | 2루    | 3루  | 3루  | 3루  | 3루  | 3루  | 3루     | 유격 | 유격 | 유격 | 유격 | 유격 | 유격   | 외야 | 외야 | 외야 | 외야 | 외야 | 외야   | 1루  | 1루  | 1루  | 1루  | 1루  | 1루    |
| 연도 | 경기 | 척살 | 보살 | 실책 | 병살 | 수비율 | 경기 | 척살 | 보살 | 실책 | 병살 | 수비율  | 경기 | 척살 | 보살 | 실책 | 병살 | 수비율 | 경기 | 척살 | 보살 | 실책 | 병살 | 수비율 | 경기 | 척살 | 보살 | 실책 | 병살 | 수비율 |
| ---- | ---- | ---- | ---- | ---- | ---- | ------ | ---- | ---- | ---- | ---- | ---- | ------- | ---- | ---- | ---- | ---- | ---- | ------ | ---- | ---- | ---- | ---- | ---- | ------ | ---- | ---- | ---- | ---- | ---- | ------ |
| 2006 | 13   | 18   | 20   | 2    | 3    | .950   | 15   | 8    | 14   | 1    | 2    | .957    | 18   | 23   | 34   | 2    | 15   | .966   | -    | -    | -    | -    | -    | -      | -    | -    | -    | -    | -    | -      |
| 2007 | 6    | 13   | 7    | 0    | 3    | 1.000  | 86   | 45   | 121  | 10   | 20   | .943    | 22   | 30   | 53   | 4    | 12   | .954   | -    | -    | -    | -    | -    | -      | -    | -    | -    | -    | -    | -      |
| 2008 | 11   | 20   | 19   | 0    | 3    | 1.000  | 99   | 52   | 132  | 4    | 13   | .979(1) | 1    | 0    | 0    | 0    | 0    | 1.000  | -    | -    | -    | -    | -    | -      | -    | -    | -    | -    | -    | -      |
| 2009 | 35   | 62   | 80   | 1    | 22   | .993   | 91   | 53   | 145  | 4    | 12   | .980    | -    | -    | -    | -    | -    | -      | 24   | 31   | 1    | 0    | 0    | 1.000  | -    | -    | -    | -    | -    | -      |
| 2010 | 14   | 34   | 20   | 2    | 7    | .964   | 44   | 27   | 89   | 4    | 8    | .967    | -    | -    | -    | -    | -    | -      | 44   | 48   | 1    | 2    | 0    | .961   | 1    | 0    | 0    | 0    | 0    | .000   |
| 2011 | 44   | 222  | 19   | 2    | 11   | .992   | -    | -    | -    | -    | -    | -       | 40   | 22   | 47   | 3    | 2    | .958   | -    | -    | -    | -    | -    | -      | 13   | 17   | 0    | 0    | 0    | 1.000  |
| 통산 | 45   | 222  | 19   | 2    | 11   | .992   | 79   | 147  | 146  | 5    | 38   | .983    | 375  | 207  | 548  | 26   | 57   | .967   | 41   | 53   | 87   | 6    | 27   | .959   | 81   | 96   | 2    | 2    | 0    | .980   |

### 등장곡
- 《Jah Live》Def Tech(2007년)
- 《I Believe》EXILE(2008년 ~ )